# Stanisław Streich

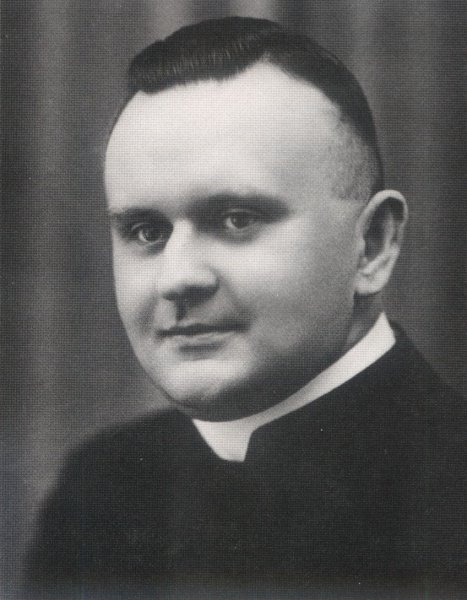
Stanisław Streich

Stanisław Streich (* 27. August 1902 in Bydgoszcz; † 27. Februar 1938 in Luboń) war ein polnischer römisch-katholischer Priester. Er wurde 2025 seliggesprochen.

## Leben

### Werdegang
Nach dem Abitur wurde Stanisław Streich in das Erzbischöfliche Priesterseminar in Posen aufgenommen, das er am 6. Juni 1925 abschloss und zum Priester geweiht wurde. In den Jahren 1925 bis 1927 war er Kaplan der Ursulinenschwestern und unterrichtete Religion an einer der Handelsschulen in Posen. 1927 wurde er Vikar in der Pfarrei St. Herz Jesu und St. Florian in Posen; hier erwarb er sich bald einen Ruf als guter Prediger. Ein Jahr später ging er nach Koźmin, um dort an einem Priesterseminar für Männer Religion zu unterrichten, und 1929 übernahm er die Pfarrstelle der Fronleichnamsgemeinde in Posen. Ab Anfang 1932 war er Vikar in der Posener Pfarrei St. Marcin und übernahm nach Bestehen der Pfarrerprüfung am 1. Juli 1933 die Pfarrei in Żabikowo. Er begann sofort mit dem Bau einer neuen Kirche in Luboń. Im Jahr 1935 wurde – getrennt von der Pfarrei St. Barbara – die Pfarrei St. Johannes Bosco errichtet. Am 1. Oktober 1935 wurde Streich ihr erster Gemeindepfarrer.

### Ermordung

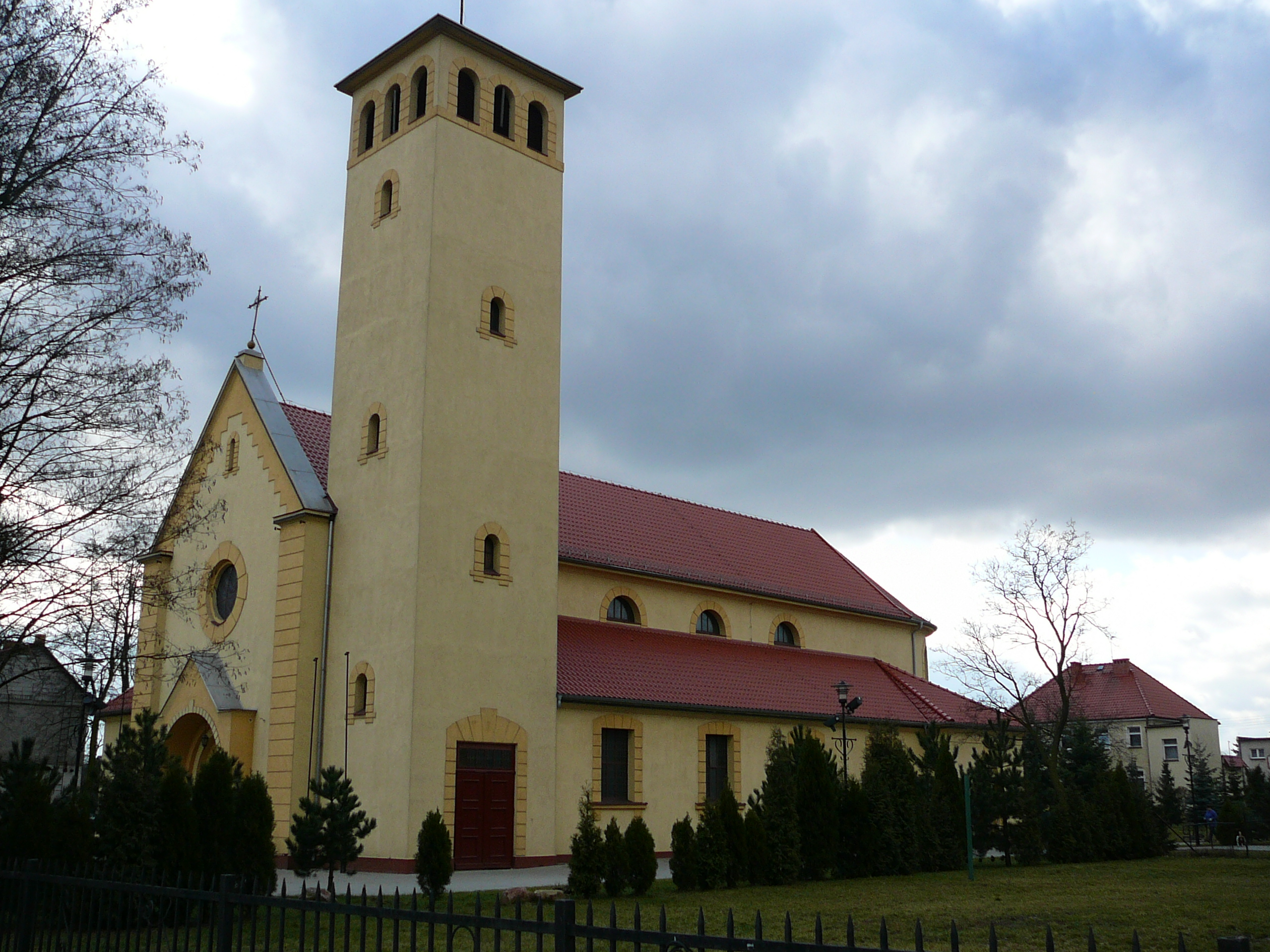
Kirche, in der Stanisław Streich ermordet wurde

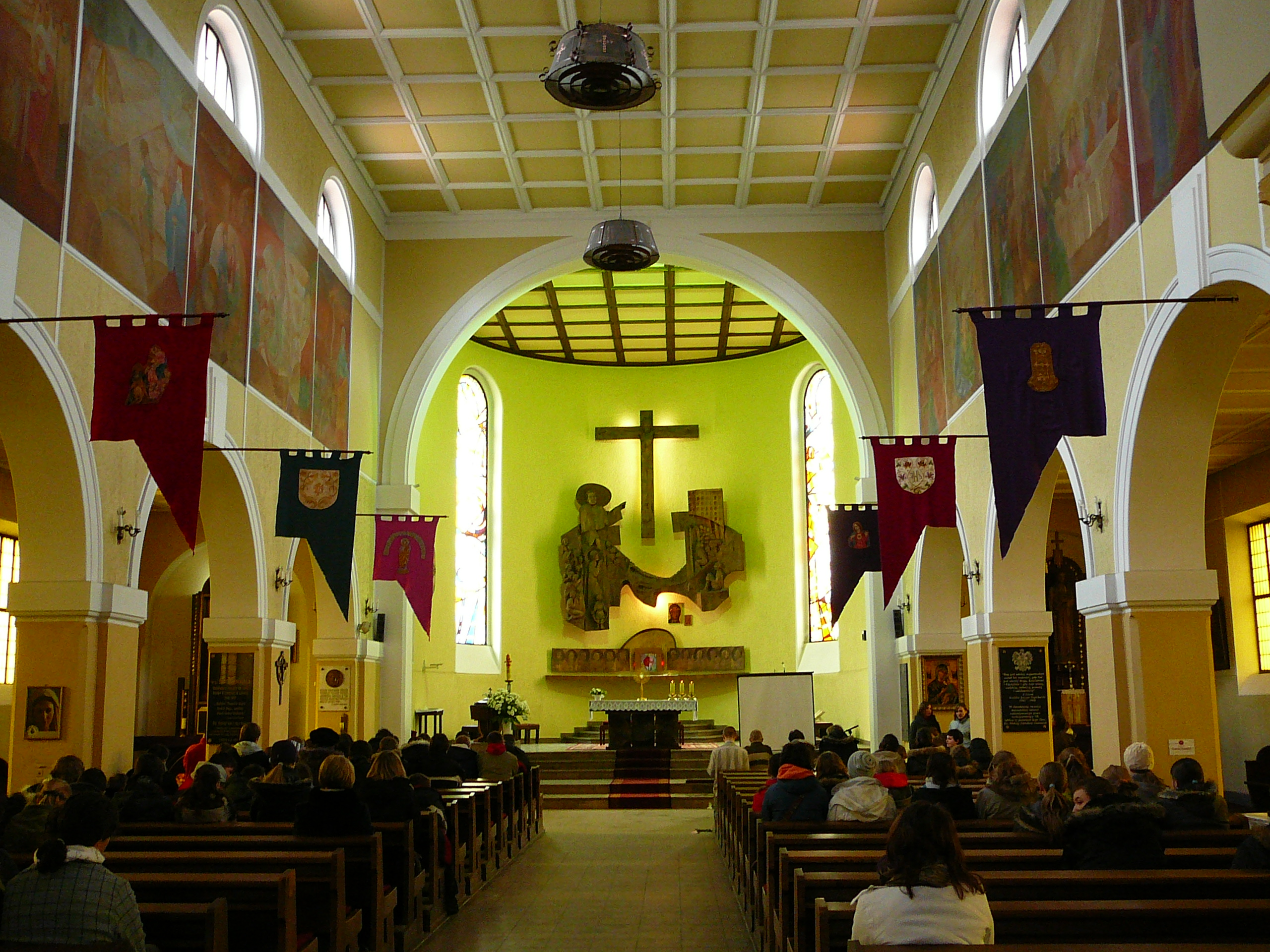
Innenansicht (Tatort)

Am 27. Februar 1938 zelebrierte er die Heilige Morgenmesse. Nachdem er den Altar verlassen hatte, ging er zur Kanzel, um das Evangelium vorzulesen und die Predigt zu halten. In diesem Moment sprang ein Mann hervor und schoss zweimal auf den Priester. Er traf ihn im Gesicht, die zweite Kugel blieb in dem Evangelienbuch stecken, das Streich bei sich trug. Streich fiel, der Mörder näherte sich und feuerte zwei weitere Schüsse in seinen Rücken ab. Dem Zeugenbericht des ebenfalls anwesenden Priesters Franciszek Krawczyński und anderer Zeugen zufolge rannte der Mörder zur Kanzel und rief die Parolen: „Es lebe der Kommunismus!“ und „Treten Sie aus der Kirche aus, es ist für Ihre Freiheit!“ Als der Mesner in der Sakristei die Schüsse hörte, lief er in den Kirchenraum. Hier versuchte er dem Täter die Waffe aus der Hand zu nehmen. Es kam zu einem kurzen Handgemenge, bei dem weitere Schüsse fielen und Pater Krawczyński an der Schläfe und der Schulter verletzt wurde. Zwei weitere Kirchenbesucher wurden nur leicht verletzt.
Der Mörder versuchte durch das unvollendete Hauptschiff zu fliehen, wurde jedoch von drei Männern gefasst und entwaffnet. Der Mob wollte ihn lynchen. Er wurde in den Warteraum des Bahnhofs in der Nähe der Kirche gebracht. In Handschellen wurde er mit dem Zug nach Posen transportiert. Am 21. März 1938 wurde der 47-jährige Wawrzyniec Nowak, so hieß der Mörder, vom Bezirksgericht in Posen zum Tode verurteilt. Am 28. Januar 1939 wurde das Todesurteil vollstreckt.
Am 3. März 1938 fand die Beerdigung von Stanisław Streich statt, an der 20.000 Menschen teilnahmen. Nach der Heiligen Messe wurde der Leichnam des Märtyrers in einem Grab in der Nähe der Kirche beigesetzt.

### Seligsprechungsverfahren

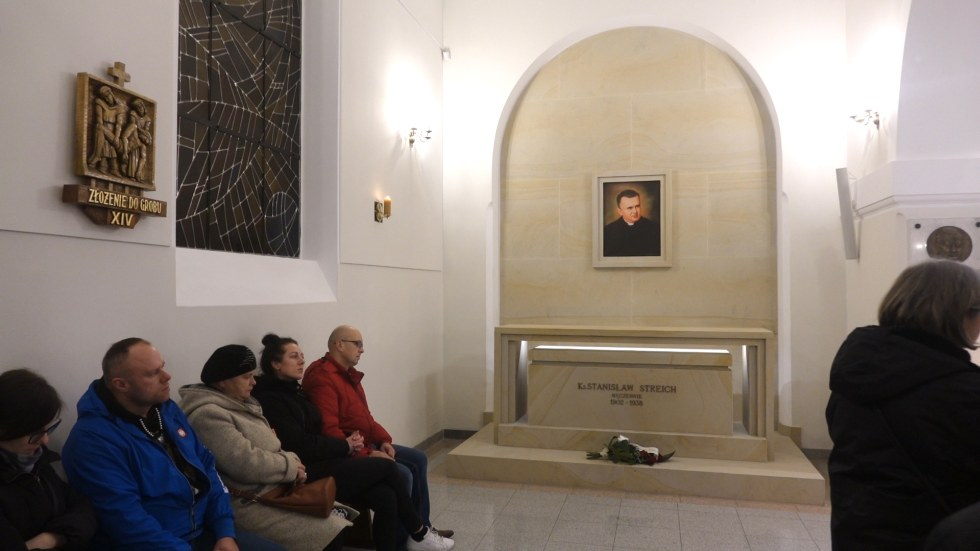
Grab von Stanisław Streich

Der Seligsprechungsprozess von Stanisław Streich begann am 28. Oktober 2017. Am 21. Oktober 2023 befand das Dikasterium für die Selig- und Heiligsprechungsprozesse positiv, Streich als Märtyrer der Kirche seligzusprechen. Am 23. Mai 2024 genehmigte Papst Franziskus das Dekret zum Martyrium von Stanisław Streich; er trug von da an den Titel Ehrwürdiger Diener Gottes.
Am 24. Mai 2025 wurde Stanisław Streich während der Eucharistie auf dem Platz der Erzkathedrale St. Peter und Paul in Posen seliggesprochen. Die Handlung wurde im Namen von Papst Leo XIV. vom Präfekten des Dikasteriums für die Selig- und Heiligsprechungsprozesse, Kardinal Marcello Semeraro, durchgeführt.
Sein Gedenktag in der Kirche wird künftig der 27. Februar sein.